# Lycaon pictus manguensis
A Lycaon pictus manguensis az emlősök (Mammalia) osztályának ragadozók (Carnivora) rendjébe, ezen belül a kutyafélék (Canidae) családjába tartozó afrikai vadkutya (Lycaon pictus) egyik alfaja.

## Előfordulása
A Lycaon pictus manguensis előfordulási területe Nyugat-Afrika. A korábbi elterjedési területe magába foglalta Közép-Afrikát is, azonban manapság már csak két nemzeti parkban található meg: a szenegáli Niokolo-Koba Nemzeti Parkban, valamint a Benin, Burkina Faso és Niger nevű országok közös W Regionális Parkban. A két parkban a 2019-es adatok szerint mindössze 70 felnőtt példány létezett; emiatt a Természetvédelmi Világszövetség (IUCN) súlyosan veszélyeztetettnek nyilvánította.

## Fordítás
- Ez a szócikk részben vagy egészben  a   West African wild dog című angol Wikipédia-szócikk ezen változatának fordításán alapul.  Az eredeti cikk szerkesztőit annak laptörténete sorolja fel. Ez a jelzés csupán a megfogalmazás eredetét és a szerzői jogokat jelzi, nem szolgál a cikkben szereplő információk forrásmegjelöléseként.